# WebM
WebM is een open bestandsformaat voor video dat onder andere door Google, Microsoft, Mozilla en Opera ondersteund wordt. Via een plug-in heeft Google in samenwerking met Microsoft ook ondersteuning ontwikkeld voor WebM in Internet Explorer 9, wat opmerkelijk is omdat Microsoft vooral aanhanger is van H.264. Het bestandsformaat wordt gebruikt in het video-element van HTML5.
WebM bestaat uit de VP8 of VP9 video-codec van On2 Technologies en de Ogg Vorbis of Opus audio-codec. De datastructuur van WebM-bestanden is gebaseerd op het bestandsformaat Matroska. De broncode is vrijgegeven onder een BSD-licentie.

## Geschiedenis
WebM werd aangekondigd op de Google I/O-conferentie in mei 2010. Hiermee gepaard werd de video-codec VP8 door Google vrijgegeven onder een vrije licentie. Google had VP8 eerder overgenomen van On2 Technologies, dat tevens de VP3-video-codec ontwikkelde die de basis vormt voor Theora. Op YouTube wordt WebM sinds 19 mei 2010 gebruikt voor video's van 720p of hoger als deel van de lopende HTML5-beta, waarbij HTML5 in plaats van Adobe Flash gebruikt wordt om video's te tonen.
Voor Mozilla Firefox, Chromium en Opera werden versies beschikbaar gemaakt na de aankondiging van WebM. Adobe maakte bekend dat Adobe Flash bijgewerkt zal worden om VP8 te ondersteunen. Ook hardware-ondersteuning zal volgen, onder andere door AMD en NVIDIA. Microsoft maakte bekend dat Internet Explorer 9 WebM-bestanden kan afspelen als de VP8-codec geïnstalleerd wordt. Ondersteuning in Android voor WebM is toegevoegd vanaf versie 2.3 (Gingerbread) van het mobiele besturingssysteem.
Het gebruik van WebM wordt aangemoedigd door de Free Software Foundation dat al eerder een open brief schreef aan Google om de VP8-video-codec vrij te geven.

## Patenten
Alhoewel Google WebM zonder royalty's heeft vrijgegeven, wordt er gekeken door MPEG-LA om een patent pool op te richten voor WebM. Het bestandsformaat Ogg Theora bevindt zich in een vergelijkbare situatie. MPEG-LA is de eigenaar van de patent pool van H.264. Zowel Microsoft als Apple zijn lid van MPEG-LA en beide bedrijven richten zich op het gebruik van H.264 voor video in HTML5.
In een analyse van de VP8-video-codec heeft een ontwikkelaar (Jason Garrett-Glaser) van x264 verscheidene overeenkomsten tussen H.264 en VP8 ontdekt wat het onzeker maakt dat VP8 inderdaad veilig is tegenover patenten. Aan de andere kant kan men beargumenteren dat On2 Technologies zich bewust was van de patenten en zich ingespannen heeft om ze te ontwijken door bepaalde technieken op een iets andere wijze te implementeren.